# Илларионова, Тамара Ивановна
Тамара Ивановна Илларионова (8 января 1936, Курган, Челябинская область — 29 октября 2003) — юрист, специалист по советскому гражданскому праву, доктор юридических наук, профессор, заслуженный юрист Российской Федерации (1999). Заведующая кафедрой гражданского права Уральской государственный юридической академии (1987—1992).

## Биография
Тамара Ивановна Илларионова родилась 8 января 1936 года в рабочей семье в городе Кургане Курганского района Челябинской области, ныне город — административный центр Курганской области.
В I960 году окончила экономико-юридический факультет Томского государственного университета.
В 1971 году защитила кандидатскую диссертацию на тему «Основания внедоговорной ответственности организаций».
В 1985 году защитила докторскую диссертацию на тему «Система гражданско-правовых охранительных мер».
Свыше 30 лет работала преподавателем на кафедре гражданского права Свердловского юридического института имени Р. А. Руденко (с 1992 года — Уральская государственная юридическая академия). В 1987—1992 годах была заведующей кафедрой.
Тамара Ивановна Илларионова умерла 29 октября 2003 года.

## Научная деятельность
Профессор Т. И. Илларионова создала свою школу цивилистики, подготовила более десяти аспирантов, успешно защитивших кандидатские и докторские диссертации.

### Работы
Тамара Илларионова является автором и соавтором более 90 научных публикаций, включая несколько монографий, учебников и учебных пособий; она специализируется, в основном, на проблемах теории правового регулирования гражданско-правовых отношений:
- «Механизм действия гражданско-правовых охранительных мер» (Свердловск, 1980);
- «Система гражданско-правовых охранительных мер» (Томск, 1982).
- XXVII съезд КПСС и механизм гражданско-правового регулирования общественных отношений : Межвуз. сб. науч. тр. / Свердлов. юрид. ин-т им. Р. А. Руденко; Редкол.: Т. И. Илларионова (отв. ред.) и др. — Свердловск : СЮИ, 1988. — 156 с.
- Гражданское право : Учеб. для вузов / Валеева Н. Г., Гонгало Б. М., доц., кандидаты юрид. наук, Илларионова Т. И. и др.; Под. общ. ред. д-ра юрид. наук, проф. Т. И. Илларионовой и др. — М. : НОРМА-ИНФРА-М, 1998; ISBN 5-89123-261-8.

## Награды и звания
- Заслуженный юрист Российской Федерации, 22 декабря 1999 года[3]